# Studnia artezyjska

Mechanizm działania studni

Schemat niecki artezyjskiej:
1. Warstwa wodonośna
2. Warstwa nieprzepuszczalna
3. Obszar zasilania
4. Studnia artezyjska
5. Poziom równowagi hydrostatycznej (linia ciśnień piezometrycznych – zwierciadło piezometryczne)
6. Studnia subartezyjska
7. Źródło artezyjskie

Studnia artezyjska – studnia powstająca przez wywiercenie otworu do wód artezyjskich.

## Mechanizm działania
W głęboko położonych warstwach wodonośnych woda znajduje się pod ciśnieniem hydrostatycznym. Po dokonaniu odwiertu woda wypływa z nich samoczynnie.
Studnie artezyjskie buduje się w celu pozyskiwania wód podziemnych.

## Galeria

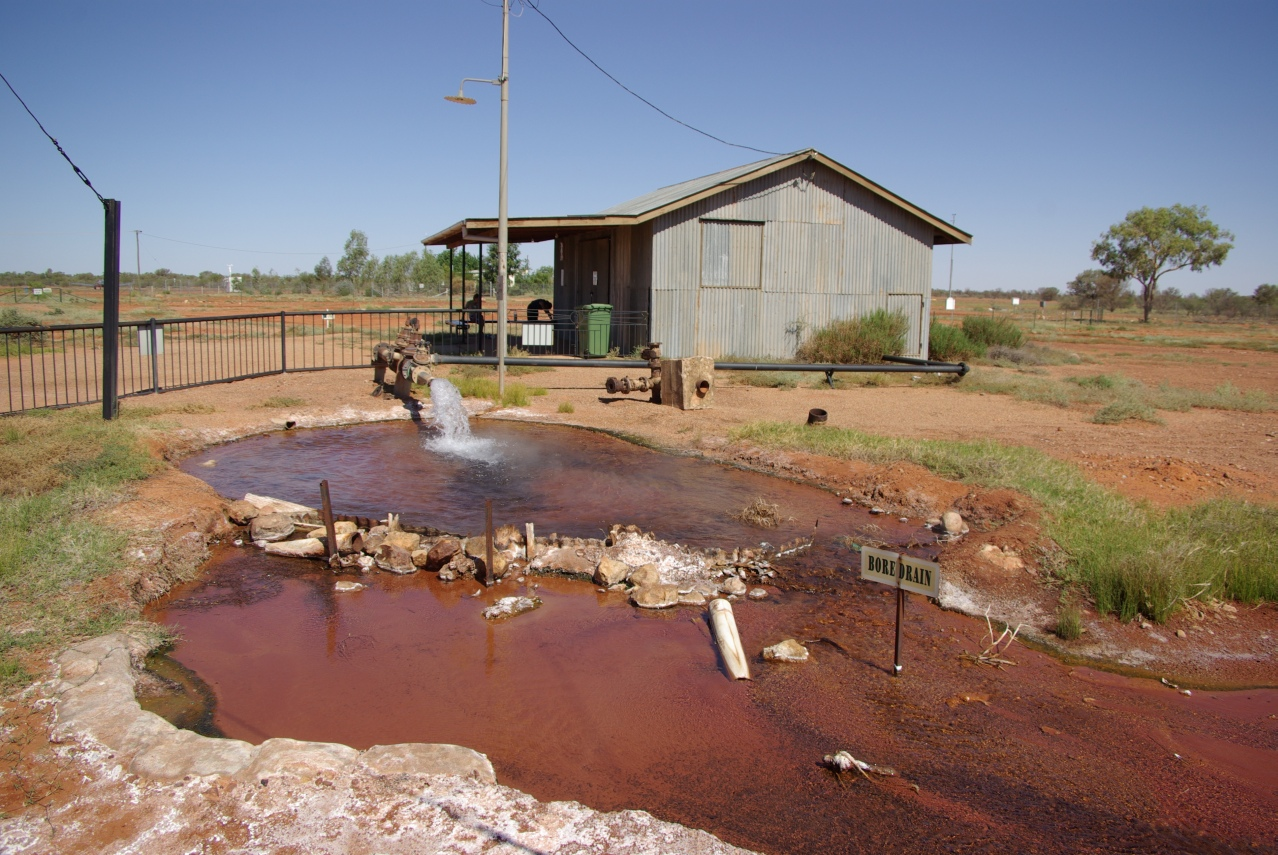
Studnia artezyjska; Wielki Basen Artezyjski, Queensland, Australia
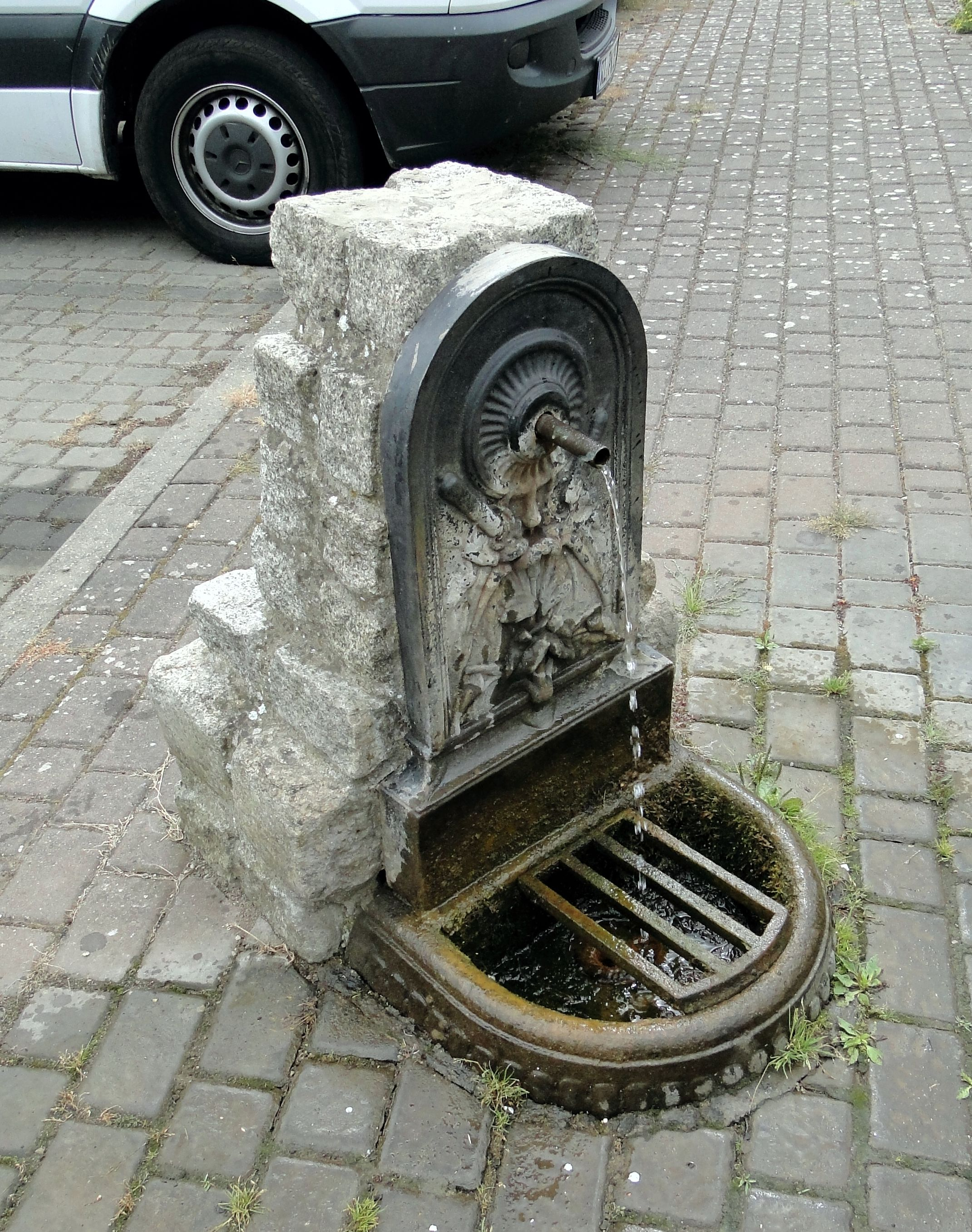
Studnia artezyjska w Drawnie